# 1 000 kilomètres du Mans 2003

Les 1 000 kilomètres du Mans 2003 sont une épreuve unique de course automobile organisée le 9 novembre 2003 sur le circuit Bugatti. La course a été remportée par l'écurie Audi Sport Japan Team Goh et par les pilotes Tom Kristensen et Seiji Ara sur une Audi R8. Les 1 000 kilomètres du Mans 2003 sont ouverts aux catégories LMP900, LMP675, GT et GTS, en vigueur pour les 24 Heures du Mans 2003.

## Contexte
Durant les 12 Heures de Sebring 2003, Michel Cosson, président de l'Automobile Club de l'Ouest annonce qu'une course de 1000 kilomètres sera organisée sur le circuit Bugatti au Mans. Durant les 24 Heures du Mans 2003, Stéphane Ratel, qui organise déjà le Championnat FIA GT pour le compte de la FIA révèle son intention d'organiser une série de courses de 1 000 kilomètres, réunissant Sport-Prototypes et GT. Devant la désaffection du FIA Sports Car Championship, la FIA va lâcher John Mongoletsi, pour se rapprocher de l'Automobile Club de l'Ouest. Le 15 janvier 2004, Stéphane Ratel et Jean-Claude Plassart annoncent l'avènement des Le Mans Endurance Series , après une course expérimentale et unique, les 1 000 kilomètres du Mans dont le succès aura été assuré par le fait que les deux premiers de chaque catégories, bénéficieront d'un engagement pour les 24 Heures du Mans 2004

## Résultats
Voici le classement officiel au terme de la course.
- Les vainqueurs de chaque catégorie sont signalés par un fond jauni.
- Pour la colonne Pneus, il faut passer le curseur au-dessus du modèle pour connaître le manufacturier de pneumatiques.

| Pos | Cat    | N° | Équipe                      | Pilotes                                                 | Châssis                                 | Pneus | Tours |
| Pos | Cat    | N° | Équipe                      | Pilotes                                                 | Moteur                                  | Pneus | Tours |
| --- | ------ | -- | --------------------------- | ------------------------------------------------------- | --------------------------------------- | ----- | ----- |
| 1   | LMP900 | 5  | Audi Sport Japan Team Goh   | Tom Kristensen Seiji Ara                                | Audi R8                                 | M     | 208   |
| 1   | LMP900 | 5  | Audi Sport Japan Team Goh   | Tom Kristensen Seiji Ara                                | Audi 3.6L Turbo V8                      | M     | 208   |
| 2   | LMP900 | 2  | Pescarolo Sport             | Stéphane Sarrazin Franck Lagorce Sébastien Bourdais     | Courage C60 Evo                         | M     | 205   |
| 2   | LMP900 | 2  | Pescarolo Sport             | Stéphane Sarrazin Franck Lagorce Sébastien Bourdais     | Peugeot A32 3.2L Turbo V6               | M     | 205   |
| 3   | LMP900 | 8  | Racing for Holland          | Jan Lammers Andy Wallace                                | Dome S101                               | D     | 204   |
| 3   | LMP900 | 8  | Racing for Holland          | Jan Lammers Andy Wallace                                | Judd GV4 4.0L V10                       | D     | 204   |
| 4   | LMP675 | 13 | Courage Compétition         | Wim Eyckmans (en) Roman Rusinov Enrico Muscioni         | Courage C65                             | M     | 197   |
| 4   | LMP675 | 13 | Courage Compétition         | Wim Eyckmans (en) Roman Rusinov Enrico Muscioni         | JPX 3.4L V6                             | M     | 197   |
| 5   | GTS    | 88 | Care Racing                 | Jamie Davies Darren Turner                              | Ferrari 550-GTS Maranello               | M     | 195   |
| 5   | GTS    | 88 | Care Racing                 | Jamie Davies Darren Turner                              | Ferrari F133 5.9L V12                   | M     | 195   |
| 6   | GTS    | 80 | Care Racing                 | Peter Kox Tim Sugden                                    | Ferrari 550-GTS Maranello               | M     | 194   |
| 6   | GTS    | 80 | Care Racing                 | Peter Kox Tim Sugden                                    | Ferrari F133 5.9L V12                   | M     | 194   |
| 7   | LMP675 | 18 | Intersport Racing (en)      | Jon Field Duncan Dayton Larry Connor                    | Lola B01/60                             | G     | 191   |
| 7   | LMP675 | 18 | Intersport Racing (en)      | Jon Field Duncan Dayton Larry Connor                    | Judd KV675 3.4L V8                      | G     | 191   |
| 8   | GTS    | 86 | Larbre Compétition          | Christophe Bouchut Vincent Vosse Sébastien Dumez        | Chrysler Viper GTS-R                    | M     | 190   |
| 8   | GTS    | 86 | Larbre Compétition          | Christophe Bouchut Vincent Vosse Sébastien Dumez        | Chrysler 356-T6 8.0L V10                | M     | 190   |
| 9   | LMP900 | 9  | Taurus Racing               | Phil Andrews Justin Keen Giovanni Lavaggi               | Lola B2K/10                             | D     | 190   |
| 9   | LMP900 | 9  | Taurus Racing               | Phil Andrews Justin Keen Giovanni Lavaggi               | Judd GV4 4.0L V10                       | D     | 190   |
| 10  | GT     | 47 | Cirtek Motorsport           | Philipp Peter Klaus Engelhorn Andrea Montermini         | Ferrari 360 Modena GT                   | P     | 189   |
| 10  | GT     | 47 | Cirtek Motorsport           | Philipp Peter Klaus Engelhorn Andrea Montermini         | Ferrari F131 3.6L V8                    | P     | 189   |
| 11  | GT     | 39 | Freisinger Motorsport       | Stéphane Ortelli Stéphane Daoudi (de) Alexei Vasiliev   | Porsche 911 GT3 RS (996)                | D     | 189   |
| 11  | GT     | 39 | Freisinger Motorsport       | Stéphane Ortelli Stéphane Daoudi (de) Alexei Vasiliev   | Porsche 3.6L Flat-6                     | D     | 189   |
| 12  | GT     | 38 | PK Sport Ltd.               | Robin Liddell Jean-Philippe Belloc                      | Porsche 911 GT3 RS (996)                | P     | 188   |
| 12  | GT     | 38 | PK Sport Ltd.               | Robin Liddell Jean-Philippe Belloc                      | Porsche 3.6L Flat-6                     | P     | 188   |
| 13  | GT     | 36 | Sebah QM Automotive         | Xavier Pompidou Emmanuel Collard                        | Porsche 911 GT3 R (996)                 | D     | 186   |
| 13  | GT     | 36 | Sebah QM Automotive         | Xavier Pompidou Emmanuel Collard                        | Porsche 3.6L Flat-6                     | D     | 186   |
| 14  | GT     | 33 | Bernard Jubin               | Sylvain Noël Christophe Tinseau                         | Porsche 911 GT3 RS (996)                | P     | 186   |
| 14  | GT     | 33 | Bernard Jubin               | Sylvain Noël Christophe Tinseau                         | Porsche 3.6L Flat-6                     | P     | 186   |
| 15  | LMP675 | 24 | Rachel Welter               | Olivier Porta Richard Balandras Yojiro Terada           | WR LMP01                                | M     | 185   |
| 15  | LMP675 | 24 | Rachel Welter               | Olivier Porta Richard Balandras Yojiro Terada           | Peugeot 2.0L Turbo I4                   | M     | 185   |
| 16  | GT     | 30 | Scuderia Ecosse             | Tim Mullen Marino Franchitti Chris Niarchos             | Ferrari 360 Modena GT                   | P     | 185   |
| 16  | GT     | 30 | Scuderia Ecosse             | Tim Mullen Marino Franchitti Chris Niarchos             | Ferrari F133 3.6L V8                    | P     | 185   |
| 17  | GT     | 46 | DeWALT-Racesports Salisbury | Michael Caine Richard Stanton Bob Berridge              | TVR Tuscan T400R                        | D     | 182   |
| 17  | GT     | 46 | DeWALT-Racesports Salisbury | Michael Caine Richard Stanton Bob Berridge              | TVR Speed Six 4.0L I6                   | D     | 182   |
| 18  | GT     | 49 | Morgan Motor Company        | Adam Sharpe Neil Cunningham                             | Morgan Aero 8R                          | D     | 178   |
| 18  | GT     | 49 | Morgan Motor Company        | Adam Sharpe Neil Cunningham                             | BMW (Mader) 4.5L V8                     | D     | 178   |
| 19  | GT     | 45 | DeWALT-Racesports Salisbury | Amanda Stretton Fanny Duchateau Liz Halliday            | TVR Tuscan T400R                        | D     | 175   |
| 19  | GT     | 45 | DeWALT-Racesports Salisbury | Amanda Stretton Fanny Duchateau Liz Halliday            | TVR Speed Six 4.0L I6                   | D     | 175   |
| 20  | LMP675 | 12 | PiR                         | Pierre Bruneau Marc Rostan                              | Pilbeam (en) MP84                       | D     | 173   |
| 20  | LMP675 | 12 | PiR                         | Pierre Bruneau Marc Rostan                              | Nissan (AER) VQL 3.0L V6                | D     | 173   |
| 21  | GT     | 40 | Seikel Motorsport           | Johnny Mowlem Alex Caffi Gabrio Rosa                    | Porsche 911 GT3 RS (996)                | Y     | 173   |
| 21  | GT     | 40 | Seikel Motorsport           | Johnny Mowlem Alex Caffi Gabrio Rosa                    | Porsche 3.6L Flat-6                     | Y     | 173   |
| 22  | LMP900 | 7  | Fred Goddard                | Earl Goddard Martin Short Warren Carway                 | Reynard 01Q                             | D     | 172   |
| 22  | LMP900 | 7  | Fred Goddard                | Earl Goddard Martin Short Warren Carway                 | Ford (Nicholson-McLaren) 4.0L V8        | D     | 172   |
| 23  | GTS    | 66 | Konrad Motorsport           | Wolfgang Kaufmann Toni Seiler Franz Konrad              | Saleen S7-R                             | D     | 170   |
| 23  | GTS    | 66 | Konrad Motorsport           | Wolfgang Kaufmann Toni Seiler Franz Konrad              | Ford 7.0L V8                            | D     | 170   |
| 24  | GT     | 32 | System Force Motorsport     | Peter Van Merksteijn Frans Munsterhuis                  | Porsche 911 GT3 RS (996)                | P     | 169   |
| 24  | GT     | 32 | System Force Motorsport     | Peter Van Merksteijn Frans Munsterhuis                  | Porsche 3.6L Flat-6                     | P     | 169   |
| 25  | GT     | 42 | Spyker Automobilien         | Patrick van Schoote Norman Simon                        | Spyker C8 Double-12R                    | D     | 169   |
| 25  | GT     | 42 | Spyker Automobilien         | Patrick van Schoote Norman Simon                        | Audi 4.0L V8                            | D     | 169   |
| 26  | GT     | 41 | T2M Motorsport              | Georges Forgeois Paul Daniels Wim Coekelberghs          | Porsche 911 GT3 RS (996)                | M     | 165   |
| 26  | GT     | 41 | T2M Motorsport              | Georges Forgeois Paul Daniels Wim Coekelberghs          | Porsche 3.6L Flat-6                     | M     | 165   |
| 27  | LMP675 | 25 | Gerard Welter               | Jean-René de Fournoux Bastien Brière William David      | WR LMP02                                | M     | 163   |
| 27  | LMP675 | 25 | Gerard Welter               | Jean-René de Fournoux Bastien Brière William David      | Peugeot 3.4L V6                         | M     | 163   |
| 28  | GT     | 34 | Noël del Bello              | Jean-Luc Maury-Laribière Patrick Caternet Philip Collin | Porsche 911 GT3 RS (996)                | M     | 161   |
| 28  | GT     | 34 | Noël del Bello              | Jean-Luc Maury-Laribière Patrick Caternet Philip Collin | Porsche 3.6L Flat-6                     | M     | 161   |
| 29  | LMP900 | 4  | Lister Racing               | Jamie Campbell-Walter Nathan Kinch Tom Coronel          | Lister Storm LMP                        | D     | 144   |
| 29  | LMP900 | 4  | Lister Racing               | Jamie Campbell-Walter Nathan Kinch Tom Coronel          | Chevrolet LS1 6.0L V8                   | D     | 144   |
| NC  | GT     | 48 | Olivier Baron               | Bruno Houzelot Denis Cohignac André-Alain Corbel        | Porsche 911 GT3 R (996)                 | P     | 125   |
| NC  | GT     | 48 | Olivier Baron               | Bruno Houzelot Denis Cohignac André-Alain Corbel        | Porsche 3.6L Flat-6                     | P     | 125   |
| ABD | LMP675 | 15 | Didier Bonnet               | Renaud Denoit Roland Bossy                              | Debora LMP200 (en)                      | M     | 141   |
| ABD | LMP675 | 15 | Didier Bonnet               | Renaud Denoit Roland Bossy                              | BMW 3.4L I6                             | M     | 141   |
| ABD | LMGTP  | 10 | JML Team Panoz              | Olivier Beretta David Saelens                           | Panoz Esperante GTR-1                   | M     | 126   |
| ABD | LMGTP  | 10 | JML Team Panoz              | Olivier Beretta David Saelens                           | Ford (Élan) 6L8 6.0L V8                 | M     | 126   |
| ABD | GT     | 35 | XL Racing                   | Gilles Vannelet Bernard Rousselot Gaël Lesoudier        | Ferrari 550 Maranello                   | P     | 84    |
| ABD | GT     | 35 | XL Racing                   | Gilles Vannelet Bernard Rousselot Gaël Lesoudier        | Ferrari F133 5.5L V12                   | P     | 84    |
| ABD | LMP675 | 14 | RML                         | Thomas Erdos Mike Newton Chris Goodwin                  | MG-Lola EX257                           | D     | 65    |
| ABD | LMP675 | 14 | RML                         | Thomas Erdos Mike Newton Chris Goodwin                  | MG (AER) XP20 2.0L Turbo I4             | D     | 65    |
| ABD | LMP900 | 6  | Intersport Racing (en)      | Clint Field Rick Sutherland John Graham                 | Riley & Scott Mk III C                  | D     | 23    |
| ABD | LMP900 | 6  | Intersport Racing (en)      | Clint Field Rick Sutherland John Graham                 | Ford (Roush) 6.0L V8                    | D     | 23    |
| NP  | GT     | 31 | RJ Cole Xero Competition    | Ricky Cole Peter Le Bas Paula Cook                      | Chevrolet Corvette LM-GT                | D     | -     |
| NP  | GT     | 31 | RJ Cole Xero Competition    | Ricky Cole Peter Le Bas Paula Cook                      | Chevrolet LS1 5.7L V8                   | D     | -     |
| NP  | LMP900 | 3  | Team Nasamax                | Robbie Sterling Werner Lupberger Romain Dumas           | Reynard 01Q (en)                        | D     | -     |
| NP  | LMP900 | 3  | Team Nasamax                | Robbie Sterling Werner Lupberger Romain Dumas           | Cosworth XD 2.7L Turbo V8 (Bio-Ethanol) | D     | -     |

Légende :
- NC. = Non classé - ABD. = Abandon - NP. = Non partant

1. ↑   Le Mans Endurance Series Year Book 2004, page 12, Olivier Loisy, Apollo Publishing